# Wei-Liang Chow
Wei-Liang Chow (xinès: 周煒良)  (Shanghai, 1 d'octubre de 1911 - Baltimore, 10 d'agost de 1995) va ser un matemàtic xinès, resident als Estats Units, conegut per col·legues i familiars com Ed o Eddie.

## Vida i Obra
Chow va néixer en una família de mandarins de l'Imperi xinès, poc abans de la seva caiguda i substitució per la República de la Xina (1912). La família estava compromesa en la occidentalització del seu país i Chow va ser enviat als Estats Units a estudiar, després d'haver aprés història i llengua xinesa amb tutors privats. Va estudiar al Asbury College de Wilmore (Kentucky) abans d'entrar a la universitat de Chicago en la qual es va graduar el 1932. El 1932 va anar a la universitat de Göttingen, però l'ambient polític pro-nazi no li va agradar i es va canviar a la universitat de Leipzig per poder fer recerca amb Bartel van der Waerden. Va simultaniejar els estudis amb la seva estança a Hamburg, estudiant sota la direcció d'Emil Artin. El 1936 va obtenir el doctorat, es va casar amb Margot Victor i va retornar al seu país per a ser professor a la universitat de Nanquín.
Però la situació bèl·lica del seu país amb la guerra amb el Japó primer i, després, amb la revolució xinesa, va fer que estigués apartat de les matemàtiques durant una dècada. El seu retorn a la recerca matemàtica va ser gairebé miraculós: el curs 1947-48 va estar a l'Institut d'Estudis Avançats de Princeton i a partir de l'any següent va ser professor de la universitat Johns Hopkins en rebutjar aquesta oferta van der Wartden. Es va retirar el 1977. A la universitat, va ser cap del departament de matemàtiques durant més de deu anys i editor de la revista American Journal of Mathematics.
A més del seu treball de matemàtic, Chow era un apassionat de la filatèlia: era un gran col·leccionista i un expert en segells xinesos de Xangai, sobre els quals va publicar el llibre Shanghai Large Dragons: The First Issue of the Shanghai Local Post (1996).
Chow va publicar trenta-sis articles científics (sis abans de la crisi bèl·lica i trenta posteriorment). Tot i que alguns fels seus primers treballs van ser sobre equacions diferencials parcials, les seves aportacions més notables van ser en el camp de la geometria algebraica i la topologia.